# Aedes kolhapuriensis
Aedes kolhapuriensis is een muggensoort uit de familie van de steekmuggen (Culicidae). De wetenschappelijke naam van de soort is voor het eerst geldig gepubliceerd in 2002 door Sathe & Girhe.